# Le Nain noir
Le Nain noir (en anglais The Black Dwarf), parfois intitulé Le Nain mystérieux ou Le Nain, est le quatrième roman de l'auteur écossais Walter Scott, court roman historique publié en même temps que Les Puritains d'Écosse (Old Mortality) en 1816.
Ces deux livres forment la première série des Contes de mon hôte, ensemble de sept romans qui ne sont pas proposés sous le pseudonyme habituel « l'auteur de Waverley », mais sous celui de Jedediah Cleishbotham.
Le Nain noir évoque les préparatifs d'insurrection de jacobites dans les collines du Liddesdale, en Écosse, quelques mois après l'acte d'Union de 1707. Ils attendent le débarquement du prétendant Jacques François Stuart, à la tête de 6 000 soldats français.
À l'écart de cette agitation, vit un nain mystérieux, misanthrope véhément, et pourtant appliqué à soulager les misères des humains. Sa personnalité tourmentée, son horrible secret, le lieu où il vit, les légendes qui l'entourent, ainsi que les conventions mélodramatiques du récit confèrent à ce dernier une coloration de conte fabuleux ou de roman gothique.

## Le premier desContes de mon hôte

### Dessein initial
Dans ses trois premiers romans (Waverley, Guy Mannering et L'Antiquaire — trois triomphes) Scott évoque les mœurs de l'Écosse en trois époques récentes,. Avec la série Contes de mon hôte, il se propose de faire connaître les mœurs écossaises d'époques plus anciennes. Cette série doit comprendre quatre courts romans, d'un volume chacun. Et chacun de ces romans doit évoquer les traditions d'une région différente.

### Genèse duNain noir
Quittant pour un moment son éditeur écossais Archibald Constable, Scott propose la série à un concurrent anglais, John Murray, qui a un correspondant en Écosse, William Blackwood. 
Il commence à écrire Le Nain noir. Contrairement à son habitude, il avance très lentement. Les éditeurs doivent le rappeler à l'ordre. Fin août 1816, il soumet les 192 premières pages du manuscrit à William Blackwood. Il s'agit comme pour Waverley d'un roman historique, genre que Scott avait délaissé dans Guy Mannering et L'Antiquaire. Blackwood est enthousiasmé. Mais Scott, mis sous pression, termine son travail de manière trop expéditive. Quand Blackwood reçoit la fin du récit, il n'est pas du tout satisfait. Il fait parvenir à Scott quelques suggestions de révision émises par un certain William Gifford, conseiller littéraire de John Murray. Outré que Gifford ait été consulté, Scott refuse tout net de changer un seul mot.

### Abandon du dessein initial
Le deuxième roman de la série, Old Mortality (Les Puritains d'Écosse), prend bientôt trois volumes, ce qui correspond à la longueur habituelle d'un roman de Scott. Et trois autres séries, non prévues, vont voir le jour. Les romans qu'elles proposeront s'étendront chacun sur plus d'un volume. Finalement, sur sept romans (au lieu des quatre prévus), seul Le Nain noir restera dans le dessein initial d'une histoire en un volume.

### Publication de la première série
Scott a recours pour les Contes de mon hôte au pseudonyme de Jedediah Cleishbotham, dont il fait un personnage burlesque, détenteur des droits de publication de ces livres. Premier roman de la première série, The Black Dwarf (Le Nain noir), est précédé d'une introduction générale où Jedediah Cleishbotham fait découvrir au lecteur son petit univers.
La première série des Contes de mon hôte, composée du Nain noir (un volume) et des Puritains d'Écosse (trois volumes), paraît le 2 décembre 1816 chez Blackwood à Édimbourg et chez Murray à Londres. Jedediah Cleishbotham se pose donc en rival de « l'auteur de Waverley » (pseudonyme de Scott pour ses deux précédents romans). Mais, dans le monde littéraire, beaucoup devinent que les deux signatures cachent un même auteur.

## Époque et lieux duNain noir

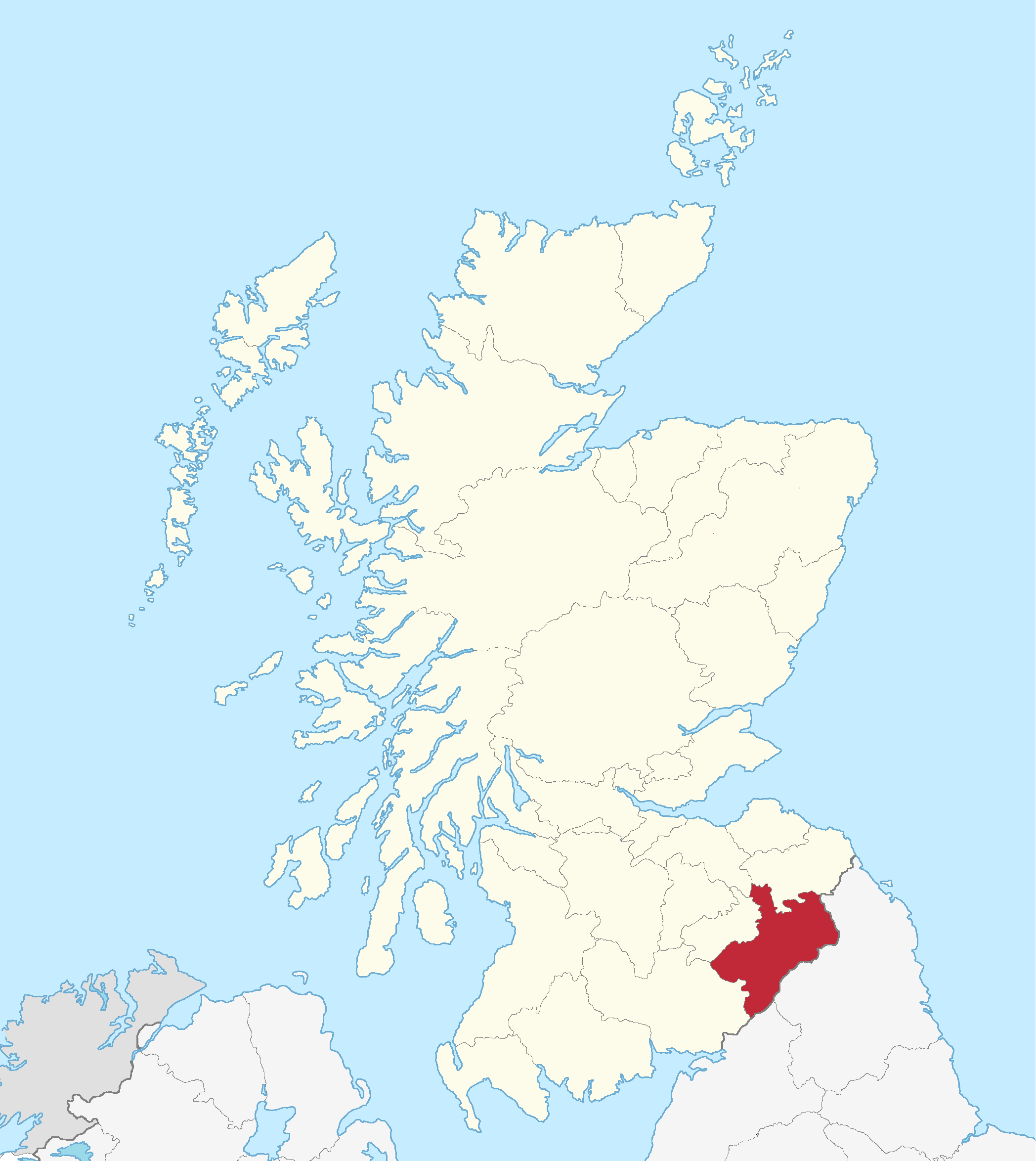
Le comté de Roxburgh, au sud-est de l'Écosse.

Le récit du Nain noir se déroule en mars 1708. Il a pour cadre le comté écossais de Roxburgh, que borde au sud le comté anglais de Cumberland. Les hauteurs du Liddesdale, dans le Border écossais (la zone frontalière), sont familières à Scott. Il les a déjà évoquées dans ses poèmes, Les Chants de ménestrels de la frontière écossaise et Le Lai du dernier ménestrel. 

## Cadre historique
La Glorieuse Révolution (1688-1689) voit le renversement du roi catholique Jacques II d'Angleterre (Jacques VII d'Écosse) au profit des protestants Marie II et son époux, Guillaume III, prince d'Orange. Jacques II se réfugie en France. Ses partisans sont appelés les jacobites. À sa mort, en 1701, son fils Jacques François Édouard est reconnu roi d'Angleterre, d'Irlande et d'Écosse par Louis XIV, par Philippe V d'Espagne et par le pape Clément XI.
Mais c'est la demi-sœur de Jacques François Édouard, Anne Stuart, protestante, qui succède à Guillaume III en 1702, en vertu de l'acte d'Établissement voté par le Parlement d'Angleterre en 1701, qui écarte les catholiques de la succession.
En 1707, l'acte d'Union entre les royaumes d'Écosse et d'Angleterre donne naissance au royaume de Grande-Bretagne. L'Écosse garde ses propres institutions (droit, enseignement, Église d'Écosse), mais les députés et les lords écossais siègent désormais à Londres, au palais de Westminster : le Parlement de Grande-Bretagne prend en main les affaires écossaises. L'indignation est générale en Écosse. S'ouvre alors une époque de confusion où l'on voit les ennemis d'hier (papistes, épiscopaliens, caméroniens) cabaler contre le gouvernement britannique.
En mars 1708, les jacobites sont en armes. Ils attendent le débarquement à Édimbourg du prétendant, à la tête de 6 000 soldats français. Les 30 navires de l'escadre française sont mis en déroute devant le Firth of Forth par l'amiral anglais George Byng, le 13 mars. Le roman Le Nain noir évoque l'attente déçue de comploteurs jacobites du comté de Roxburgh. Scott décrit la situation dans cette seule région : « Ailleurs, dit-il, le parti jacobite était plus nombreux et mieux composé. »

## Résumé
Au château d'Ellieslaw, depuis quelques jours, on voit arriver des messagers. Des figures étrangères paraissent et disparaissent, on nettoie les armes, on s'agite, on s'inquiète, on semble former quelque complot.

### Enlèvement de Grace
À cinq milles de là, le bon nain Elsy vit en ermite, soulageant par ses soins éclairés les misères des humains et des animaux. Il apprend du brigand Westburnflat que celui-ci va mener une opération de représailles chez le fermier Hobby Elliot, garçon qu'Elsy considère comme franc et brave. Mais le bon médecin est profondément misanthrope. Il préfère ses chèvres (qui l'aiment sans tenir compte de son physique) aux humains « qui se prétendent les chefs-d'œuvre de la nature ». Il étouffe alors les protestations de sa « sensibilité rebelle » : pourquoi devrait-il éprouver de la compassion, alors que personne n'en a jamais éprouvé pour lui ? Il ne prévient pas la famille de Hobby. Les brigands, profitant de ce que Hobby est à la chasse, pillent et brûlent sa ferme, enlèvent son bétail et emmènent sa promise, Grace.
Tandis que le châtelain Patrick Earnscliff, Hobby et ceux de son clan recherchent Grace, Elsy fait donner à Westburnflat vingt pièces d'or pour la libération de la jeune fille. Par ailleurs il met Hobby sur la piste de ce brigand.
Earnscliff, de son côté, apprend qu'une troupe considérable de jacobites se trouve en armes, et que l'on parle de plusieurs soulèvements dans diverses parties de l'Écosse. L'incendie de la ferme ne serait donc pas un acte de vengeance ni de brigandage ordinaire. Il serait lié au début d'une guerre civile. Hobby soupçonne alors le laird d'Ellieslaw, qui est lié à tous les jacobites du Cumberland et qui protège le bandit Westburnflat. Une fille de la ferme a d'ailleurs entendu les brigands dire qu'ils agissaient au nom de Jacques VIII.
Hobby et les siens se dirigent donc vers la tour de Westburnflat. Sommé de libérer sa prisonnière, le brigand finit par s'exécuter. Il fait sortir une jeune fille, mais il ne s'agit pas de Grace — qu'il a déjà libérée, à la demande d'Elsy. Il s'agit d'Isabella, la fille du laird d'Ellieslaw, l'amoureuse d'Earnscliff. Westburnflat l'avait enlevée à la demande d'Ellieslaw lui-même, qui souhaitait faire pression sur sa fille à l'abri des regards. Isabella est reconduite chez elle par Earnscliff, tandis que Hobby retrouve Grace, en sécurité dans sa famille.
Au château d'Ellieslaw, les comploteurs jacobites sont réunis. Ils n'attendent pour prendre les armes que le débarquement de soldats français et du prétendant. La nouvelle parvient à leurs chefs que les navires français ont été repoussés, sans avoir pu débarquer quiconque, ce qui compromet fortement l'insurrection prévue pour le lendemain. La zizanie s'installe alors entre deux des chefs. Sir Frederick rappelle à Ellieslaw que celui-ci lui a promis la main d'Isabella en gage de leur alliance politique. Estimant avoir été joué, il menace de se retirer. Il exige pour preuve de sincérité que le mariage ait lieu le soir même avant minuit.

### L'histoire d'Elsy
Le mystérieux Ratcliffe, le gestionnaire de fortune d'Ellieslaw, convainc Isabella d'aller demander le secours d'Elsy. Il l'accompagne. Chemin faisant, à mots couverts, il lui en apprend un peu plus sur le bon nain, qui est né avec une grande fortune.
Son père voulait l'enrichir encore en le mariant à une parente, élevée dans la maison. La jeune fille se montrait favorable à cette union. Mais, par ailleurs, Elsy était d'une sensibilité excessive, qui tournait à la susceptibilité. S'imaginant « comme séparé du reste des hommes », il tentait de s'attacher tous et chacun en se montrant trop libéral. Et souvent sa bienveillance fut abusée, sa confiance trahie, sa générosité payée d'ingratitude. Aussi le jeune homme en vint-il à ne voir dans les humains que des ennemis, à l'exception de sa promise et d'un ami très cher. Un soir, chez cet ami, une querelle survint et, voulant venger son ami qu'il croyait mort, Elsy tua un homme. Il fut emprisonné. Le remords ne lui laissait aucun répit, car sa victime jouissait d'une excellente réputation. À sa sortie de prison, il trouva celle qu'il aimait mariée à l'ami qu'il avait comblé de bienfaits. Il perdit quelque peu la raison. On dut le confier à un asile, et l'ami prit soin que cette réclusion durât longtemps après la guérison.
Lorsque la jeune femme mourut sans enfant mâle, ses biens vinrent s'ajouter à ceux d'Elsy, son héritier par substitution. Le malheureux s'était enfoncé définitivement dans la misanthropie. Bientôt, certains le crurent mort, d'autres trappiste. En réalité, il était venu s'établir en ermite ici, dans l'endroit le plus sauvage de la région. Et, tandis que ses discours proclament son aversion des humains, ses actions ne tendent qu'à soulager ces mêmes humains, si grande est restée sa générosité naturelle. Ratcliffe lui-même n'est pas convaincu que toutes les idées d'Elsy « soient parfaitement saines », mais il le voit plutôt comme un exalté, juste un peu marqué au coin de la folie, et par moments, comme tant d'autres.

### Échec du complot
Elsy recommande à Isabella de se présenter à l'autel : c'est seulement à ce moment-là qu'il agira. Isabella regagne le château et, en effet, à peine la cérémonie de mariage a-t-elle commencé qu'Elsy apparaît. Il annonce à sir Frederick qu'en épousant Isabella, il n'épouse pas l'héritière des biens de sa mère. Car le seul propriétaire de ces biens, c'est lui-même, Elsy. Et Isabella ne pourra entrer en leur possession qu'en se mariant avec le consentement de leur propriétaire.
À ce moment, Hobby fait irruption dans la chapelle, à la tête d'hommes en armes. Ulcéré de ce que sa ferme ait été incendiée par un sbire du jacobite Ellieslaw, il est venu, se réclamant de la reine Anne, faire échouer le complot. Avec trente hommes, il a pris le contrôle du château, où tout le monde était ivre de punch : « Nous leur avons ôté leurs armes des mains aussi aisément que nous aurions écossé des pois. » Il apprend à tous les jacobites ce que leurs chefs leur ont caché : le débarquement français a échoué. Hobby recommande à tous de se retirer paisiblement du château. Ils ne seront pas inquiétés.

### La véritable identité d'Elsy
Elsy est en réalité sir Edward Mauley, l'assassin du père de Patrick Earnscliff. Il consent au mariage d'Isabella et de Patrick, en leur offrant une belle fortune. Quant à Hobby et Grace, il leur fait don d'une somme qui leur permettra de reconstruire leur ferme incendiée. Comme il choisit de disparaître à nouveau, Hobby et Grace demandent à prendre possession de ses abeilles et de sa chèvre, les créatures qu'il disait aimer bien plus que les humains.
Le souvenir d'Elsy est resté. Certains prétendent qu'il a été emporté par le diable. La plupart pensent qu'il hante les montagnes. On oublie ses multiples bienfaits. On se souvient de ses imprécations fracassantes visant le genre humain, expressions exaltées de son désespoir. On le confond désormais avec un mauvais démon appelé « l'homme des marécages ». Et l'on attribue au « Nain noir » les maladies des brebis et les avalanches, tous les malheurs qui surviennent dans la contrée.

## Personnages
- Hobby (Halbert) Elliot de Heugh-Foot, jeune fermier aisé. Une jolie ferme, et les 30 plus belles têtes de bétail du pays. Vif, franc, adroit. Superstitieux. Parfois gaillard, parfois débauché, parfois violent. Excite Earnscliff à tirer une vengeance sanglante de la mort de son père. Soigné par Elsy, qui lui sauve la vie. Il est mécontent de l'acte d'Union. Mais comme il est presbytérien, il refuse de donner des armes aux jacobites.
- Patrick Earnscliff d'Earnscliff. Jeune châtelain « pas bien riche », d'une famille très respectée. Juge de paix. Favorable au gouvernement. Une excellente éducation. Très apprécié dans le pays. Son père a été tué d'un coup d'épée par Mauley, un ami du laird d'Ellieslaw. Respectueux des lois civiles et religieuses, il dit ne pas songer à la vengeance. Il ne croit ni aux esprits ni aux sorciers. Fournit aux magistrats d’Auld Reekie (Édimbourg) des rapports sur les troubles du canton, ce qui n'est pas du goût du brigand Westburnflat.
- Richard Vere d'Ellieslaw. Vieux laird papiste, chef de comploteurs jacobites. Des traits réguliers, mais d'une expression farouche et sinistre. Une longue pratique dans l'art de la dissimulation lui fait maîtriser parfaitement sa physionomie, ses propos et ses gestes : même sa démarche est calculée pour tromper. Une ambition démesurée, qui s'inquiète peu des moyens à employer pour la satisfaire. Cependant, l'égoïsme et l'ambition n'ont pas totalement étouffé en lui la tendresse paternelle. Fauteur et complice dans le meurtre du père de Patrick Earnscliff, selon la rumeur. Une vie très dissipée, depuis toujours. Quoiqu'avare sordide, il est excessivement dépensier dès lors qu'il s'agit de satisfaire ses passions. Ayant dilapidé son héritage, il part en Angleterre, où il se marie. Son épouse lui apporte une fortune considérable. Quand il revient en Écosse, il est veuf et père d'une petite fille. Il a dans ses veines « l'ancien sang du pays », c'est-à-dire qu'il n'entend rien aux idées nouvelles de paix et de tranquillité. Dans sa suite, on trouve de vigoureux garçons qui mènent des expéditions comme au bon vieux temps. On ne sait où il prend son argent, mais il vit grandement, dépense trois fois son revenu annuel.
- Isabella Vere, fille d'Ellieslaw. Une générosité romanesque. Elle est seule à réussir à tirer une larme d'Elsy, qui promet de lui venir en aide le jour où elle sera dans l'adversité. Destinée par son père à sir Frederick, qui lui fait horreur.

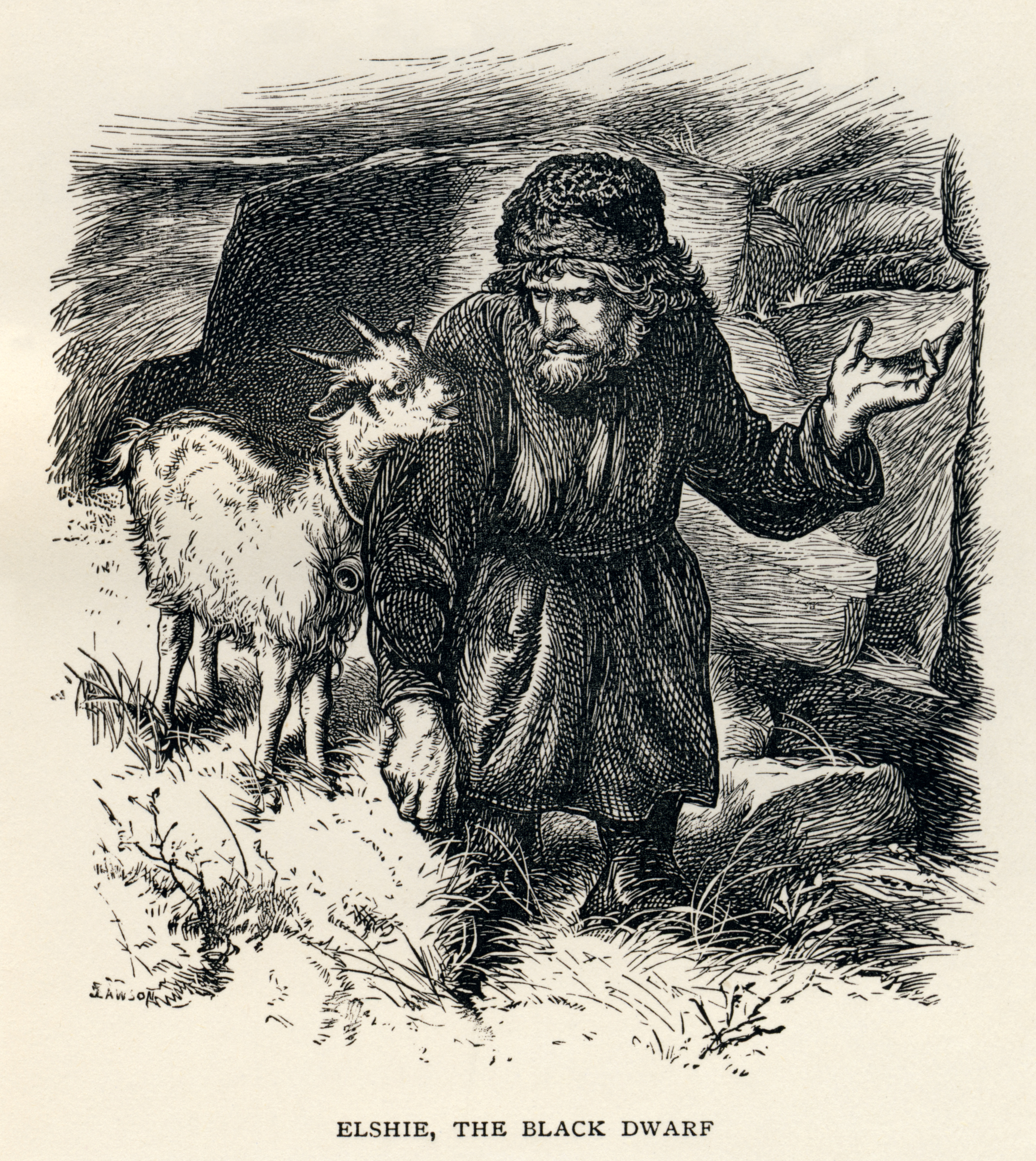
Le bon Elsy (illustration de 1886).

- Elsender le Reclus, ou le bon Elsy, ou le Sage de Mucklestane Moor (« la plaine de la Grande Pierre »). Élevé dans la religion catholique. Misanthrope bourru vivant en ermite dans un lieu que l'on dit hanté. Soigne avec succès les fermiers, les brigands et le bétail. Mystérieusement, l'argent pleut de ses mains « comme les fruits du grand frêne de Castelton dans une gelée d'octobre[14] ». Aussi est-il regardé comme un sorcier doué d'une puissance surnaturelle, ayant commerce avec les habitants d'un autre monde, et ligué avec « l'Autre » (Satan). Les bienfaits dont Elsy comble les humains sont en contradiction avec le discours qu'il tient sur eux. Les humains, selon lui, sont tous corrompus, insensibles, égoïstes, ingrats et hypocrites[15], uniquement préoccupés d'assouvir leur férocité : « L'air, l'océan, le feu, les tremblements de terre, les tempêtes, les volcans ne sont rien auprès de la rage de l'homme[16]. » Il aimerait que ces monstres en arrivent à s'entre-dévorer jusqu'à ce que leur « race maudite » disparaisse[17]. « L'instinct ! l'instinct ! Oui ! c'est bien cela ! Le fort opprime le faible ; le riche dépouille le pauvre ; celui qui est heureux, ou pour mieux dire l'imbécile qui croit l'être, insulte à la misère de celui qui souffre[18]. » Même un bon garçon comme Hobby, paraît apprivoisé. Mais, dès que son instinct se réveillera, il deviendra cruel et féroce, et satisfera sa soif de sang. Voilà pourquoi Elsy lui a sauvé la vie : pour lui permettre d'ajouter aux misères humaines[19]. Voilà pourquoi Elsy vient en aide aux humains : pour les rendre aptes à faire le mal. Le personnage s'inspire d'un certain David Ritchie (1740-1811), dit « le Nain noir », qui vivait au bord de la rivière Manor Water, non loin de Peebles. Scott l'a rencontré à l'automne 1797[20].
- Grace Armstrong, cousine de Hobby, et sa promise.
- Willie Graeme de Westburnflat, brigand soigné par Elsy, qui lui sauve la vie. Mais la contrée n'est plus sûre depuis qu'il est guéri. Sinistre, audacieux, impudent, fourbe. Misérable assassin couvert de sang. Elsy dit aimer ce « scélérat qui ne respire que le crime » justement parce qu'il est un des plus épouvantables fléaux de l'humanité.
- Lucy Ilderton, cousine d'Isabella. Lit des drames et des romans. Une vive imagination.
- Sir Frederick Langley, destiné à Isabella par le père de celle-ci. Sombre, raide et cérémonieux. Ambitieux, orgueilleux, avare. Un des chefs des comploteurs jacobites. Mauvais fils, mauvais frère. Détesté de tous ses parents. Lucy préférerait toucher un crapaud que d'être aidée par lui à descendre de cheval.
- Hubert Ratcliffe, homme de confiance d'Elsy, gestionnaire de sa fortune. Environ 60 ans, grave, sérieux, réservé, des connaissances étendues en affaires. Esprit actif et cultivé. Parle peu. Loge depuis quelques mois au château d'Ellieslaw, au grand déplaisir du maître des lieux, qui lui témoigne néanmoins les plus grands égards, et même de la déférence. Ratcliffe exerce sur lui et sur la conduite de ses affaires les plus importantes une influence incompréhensible.
- Sir Thomas Kittleloof, cousin au troisième degré (du côté de sa mère) de la grand-mère de Hobby. Un des commissaires pour l'union de l'Écosse à l'Angleterre, ce qui lui a permis de recevoir des poignées d'argent et d'être créé chevalier baronnet. Avare.
- Le laird de Dunder. Il est d'une des plus anciennes familles du Tiviot-Dale. Sa mère est l'arrière-petite-cousine de la mère de la grand-mère de Hobby. En prison à Édimbourg pour les 100 marcs d'argent qu'il a empruntés au procureur Saunders Willyecoat.
- Jock Howden, guéri par Elsy, puis mort à la chute des feuilles.
- Lambside. Elsy a sauvé sa vache, mais ses moutons ont péri en grand nombre.
- Mareschal de Mareschal Wells, dit Marchie, l'un des chefs jacobites, cousin d'Ellieslaw, qui fut son tuteur. Jeune fou-fou, ardent, irréfléchi, insouciant, joyeux, étourdi, vif, impatient, batailleur, aimant plaisanter. Grand chasseur, bon mangeur, bon buveur. Un cœur fier, du bon sens, de l'instruction. Ancien compagnon de collège d'Earnscliff. Une fortune médiocre.

## Accueil
Lorsque les deux premiers Contes de mon hôte paraissent, Le Nain noir est éclipsé par l'accueil triomphal réservé aux Puritains d'Écosse tant de la part des lecteurs que de celle des critiques. Ces derniers ne sont pas toujours tendres à l'égard du Nain noir. L'un des comptes-rendus les plus sévères est celui de la Quarterly Review, écrit anonymement par Scott lui-même.

## Analyse
Les scènes de la vie rurale, l'évocation des croyances populaires recueillent tous les suffrages. La scène qui réunit les conspirateurs dans le château est, selon Alain Jumeau, « l'une des plus réussies du roman » et suscite « l'admiration générale » des commentateurs.
« Les critiques, dit Alain Jumeau, se demandent pourquoi Le Nain noir, en dépit de ses qualités romanesques éminentes, de l'étrangeté troublante de son personnage principal, et de la modernité de sa réflexion sur l'exclusion, ne reste pas dans les mémoires comme le petit chef-d'œuvre de Scott. Pour certains, cela vient d'un manque d'unité et de cohérence. » C'est l'avis notamment de Jane Millgate : « Le Nain noir reste, en définitive, une œuvre composée de fils séparés qui ne parviennent pas à se tisser ensemble. »
Scott, par principe, a refusé de suivre les suggestions du conseiller littéraire de son éditeur. Plus tard, il admet la pertinence des remarques. Il reconnaît avoir éprouvé de la lassitude avant d'avoir écrit les deux tiers du roman, s'être alors « querellé » avec une histoire commencée dans la joie et l'esprit de rigueur, et en avoir « bâclé » la conclusion. Dans son « Introduction au Nain noir » de l'édition Magnum Opus de 1830, il attribue aussi les défauts de son roman aux contorsions auxquelles il a dû se livrer pour faire tenir en un seul volume une histoire qui en nécessitait deux.
S'il fait preuve de maîtrise dans l'ensemble du récit, il n'exploite pas dans la conclusion, selon Alain Jumeau, des « possibilités intéressantes » : l'amour paternel du fourbe Ellieslaw n'est pas assez développé, sa stratégie pour arracher en si peu de temps le consentement de sa fille est peu crédible, et le consentement d'Isabella paraît, lui aussi, improbable. On baigne dans le mélodrame, dans les conventions du roman gothique, avec la visite nocturne d'Isabella chez Elsy, la cérémonie de mariage scélérat perturbée, etc. Quant au mariage de fin de livre, cher à Scott, Alain Jumeau lui reproche de n'avoir pas la même portée que dans les autres romans, de ne pas sceller la réconciliation de deux clans jadis ennemis.
Comme le nain David Ritchie qui lui a servi de modèle et comme Byron qui avait un pied bot, Scott souffre d'un handicap : il boite, à la suite d'une poliomyélite. Mais, au contraire de ces deux hommes, il ne semble pas avoir éprouvé un sentiment de rejet ni avoir conçu une quelconque amertume. John Buchan cependant voit dans Le Nain noir une « folie gothique » dans laquelle il distingue deux sources d'inspiration romantique : Byron et le roman gothique à la Matthew Gregory Lewis. Un autre critique, Coleman Parsons, reproche à Scott le caractère parfois mélodramatique et artificiel de la misanthropie d'Elsy, même s'il reconnaît que Scott a bien décrit dans l'ensemble cette misanthropie.
Henri Suhamy estime que « le caractère propre » de ce « texte méconnu et sous-estimé » n'a pas été perçu. Les éléments gothiques et mélodramatiques du roman ont certes un caractère « lourdement conventionnel et générateur d'effets éprouvés », mais qui s'atténue si l'on regarde le livre non comme un roman, mais comme un conte : « comme un mécanisme concis et ingénieux,mettant en œuvre des situations archétypales et significatives ». Suhamy voit dans Le Nain noir « essentiellement un conte fabuleux, à la manière médiévale, qui tient aussi du roman gothique, et même de l'apologue moral, à la Voltaire. Y chercher du réalisme moderne conduit à un contresens. »

## Traductions

### Premières éditions en français
La première série des Contes de mon hôte est publiée sans nom de traducteur par Gabriel-Henri Nicolle en 1817, en quatre volumes in-12, sous le titre Les Puritains d'Écosse et Le Nain mystérieux, Contes de mon hôte, recueillis et mis au jour par Jedediah Cleisbotham, maître d'école et sacristain de la paroisse de Gandercleugh. La traduction serait, selon Antoine-Alexandre Barbier, d'Auguste-Jean-Baptiste Defauconpret.
Le titre Le Nain mystérieux est d'abord gardé dans les rééditions de Nicolle et de son successeur Charles Gosselin. Puis, à partir de l'édition 1827 de Gosselin, une « traduction nouvelle » de Defauconpret a pour titre Le Nain. Dans la traduction d'Albert Montémont qui paraît dans le tome VI d'une édition en 27 volumes (1830-1832) chez Armand-Aubrée, le titre devient Le Nain noir.

### Éditions récentes
- Walter Scott, Le Nain noir et, en appendice, « Introduction aux Contes du tavernier », in Waverley et autres romans, coll. « Bibliothèque de la Pléiade », Gallimard, 2003. Éd. établie sous la direction de Sylvère Monod et de Jean-Yves Tadié, avec la collaboration d'Alain Jumeau et d'Henri Suhamy. Le Nain noir et l'« Introduction aux Contes du tavernier » sont traduits, présentés et annotés par Alain Jumeau.
- Walter Scott, Le Nain noir, coll. « Les populaires », La Tour-d'Aigues, l'Aube, 2006. Trad. Defauconpret[40].

## Influence
Le Nain noir a probablement inspiré la nouvelle The Green Dwarf (publiée en 2003) de Charlotte Brontë.  